# Vuelta a España 2023/20. Etappe
Die 20. Etappe der Vuelta a España 2023 fand am 16. September 2023 statt und war mit einer Länge von 207,8 Kilometern die längste der 78. Austragung des spanischen Etappenrennens. Zwischen Manzanares el Real und Guadarrama standen in der Sierra de Guadarrama zehn Bergwertungen der 3. Kategorie auf dem Programm. Nach der Zielankunft hatten die Fahrer insgesamt 3056,4 Kilometer absolviert, was 96,8 % der Gesamtdistanz der Rundfahrt entspricht.
Den Etappensieg sicherte sich der Niederländer Wout Poels (Bahrain Victorious), der sich im Sprint aus der Ausreißergruppe durchsetzte. Sepp Kuss (Jumbo-Visma) verteidigte das Rote Trikot.

## Streckenführung
Unmittelbar nach dem Start in Manzanares el Real begann die Straße zu steigen und führte auf den Collado del Portazgo (1295 m), der nach 12,8 Kilometern in der Ortschaft von Navacerrada erreicht wurde. Im Anschluss führte.die Straße begrab zum Zielort Guadarrama, ehe die Auffahrt auf den Puerto de la Cruz Verde (1256 m) aus nordöstlicher Richtung erfolgte. Mit der Passhöhe erreichen die Fahrer einen 53,4 Kilometer langen Rundkurs, der zweimal befahren werden musste und jeweils drei weitere Bergwertungen der 3. Kategorie beinhaltete. Nach einer Abfahrt bogen die Fahrer in Robledo de Chavela rechts ab und folgten der flachen Straße nach Valdemaqueda. Kurz drauf verließen sie die breite AV-561 und bogen rechts auf eine schmalere Nebenstraße ab, die zur Bergwertung La Escondida (1268 m) führte. Nach der Bergwertung führte die Strecke rechts auf die CL-505, der die Fahrer bis La Paradilla folgten, wobei sie eine kleine nicht-kategorisierte Kuppe überquerten. Nachdem sie links auf die M-538 abgebogen waren, begann die Straße erneut zu steigen und führte auf die Alto de Santa María da la Alameda (1317 m), die sich an der Kreuzung zur M-535 befand. Nun folgte die Strecke dem abschüssigen Straßenverlauf, ehe die Straße bei Robledondo erneut zu steigen begann und auf die Alto de Robledondo (1409 m) führte. Von der Kuppe aus ging es im Anschluss hinunter auf die Passhöhe des Puerto de la Cruz Verde, womit der Rundkurs beendet wurde. Die Bergwertung La Escondida wurde nach 70,8 und 124,2 Kilometern passiert, während die Alto de Santa María da la Alameda bei den Kilometern 87 und 140,4 überquert wurde. Die Alto de Robledondo passierten die Fahrer bei den Kilometermarken 94 und 147,4.
Nach 159 gefahrenen Kilometern verliesem die Fahrer den Rundkurs in Robledo de Chavela und bogen Links auf die M-521 ab, die zu dem den nicht-kategorisierten Mirador San Antonio führte. Nach der anschließenden Abfahrt führte die Strecke über Fresnedillas de la Oliva und Zarzalejo zurück auf den Puerto de la Cruz Verde, der diesmal von der Südostseite befahren wurde. Die nachfolgende Abfahrt führte nach El Escorial, wo mit der Alto San Lorenzo de El Escorial (1214 m) die letzte Bergwertung in Angriff genommen wurde. Diese wies auf einer Länge von 4,6 Kilometern eine durchschnittliche Steigung von 6,6 % auf und wurde 12,2 Kilometer vor dem Ziel passiert. Der Anstieg führte vorbei am Real Sitio de San Lorenzo de El Escorial, wo 15 Kilometer vor dem Ziel der einzige Zwischensprint ausgefahren wurde. Auf den letzten Metern des Anstiegs wurde die schmale Paseo de la Fuente de la Teja befahren, auf deren höchsten Punkt die Bergwertung abgenommen wurde. Weiters wurde hier auch ein Bonussprint ausgefahren, bei dem Zeitbonifikationen für das Gesamtklassement vergeben wurden. Die anschließende Abfahrt umrundet El Escorial im Norden, ehe die letzten acht Kilometer flach zum Ziel in Guadarrama führten. Die Ziellinie befand sich auf der N-VI neben dem Plaza Mayor.
|                            | Ort                               | Kilometer | Länge (km) | Höhe (m) | Ø Steigung |
| -------------------------- | --------------------------------- | --------- | ---------- | -------- | ---------- |
| Start                      | Manzanares el Real                | 0,0       |            |          |            |
| Bergwertung (3. Kategorie) | Collado del Portazgo              | 12,8      | 10,8       | 1295     | 3,4 %      |
| Bergwertung (3. Kategorie) | Puerto de la Cruz Verde           | 43        | 7          | 1256     | 5 %        |
| Bergwertung (3. Kategorie) | La Escondida                      | 70,8      | 9          | 1268     | 4,1 %      |
| Bergwertung (3. Kategorie) | Alto de Santa María da la Alameda | 87        | 5          | 1317     | 5,6 %      |
| Bergwertung (3. Kategorie) | Alto de Robledondo                | 94        | 5,1        | 1409     | 4,8 %      |
| Bergwertung (3. Kategorie) | La Escondida                      | 124,2     | 9          | 1268     | 4,1 %      |
| Bergwertung (3. Kategorie) | Alto de Santa María da la Alameda | 143,2     | 5          | 1317     | 5,6 %      |
| Bergwertung (3. Kategorie) | Alto de Robledondo                | 147,4     | 5,1        | 1409     | 4,8 %      |
| Bergwertung (3. Kategorie) | Puerto de la Cruz Verde           | 181       | 7,2        | 1256     | 3,9 %      |
| Zwischensprint             | San Lorenzo de El Escorial        | 192,8     |            |          |            |
| Bergwertung (3. Kategorie) | Alto San Lorenzo de El Escorial   | 195,6     | 4,6        | 1214     | 6,6 %      |
| Bonussprint                | Alto San Lorenzo de El Escorial   | 195,6     |            |          |            |
| Ziel                       | Guadarrama                        | 207,8     |            |          |            |

## Rennverlauf
Unmittelbar nach dem Start kam es im Hauptfeld zu den ersten Angriffen. Im ersten Anstieg des Tages, dem Collado del Portazgo, löste sich ein 31 Fahrer umfassende Gruppe in der folgende Mannschaften (sortiert nach dem bestplatzierten Fahrer in der Gesamtwertung) vertreten waren: Remco Evenepoel, Louis Vervaeke, Mattia Cattaneo, James Knox (alle Soudal Quick-Step), Marc Soler, Finn Fisher-Black (beide UAE Team Emirates), Wout Poels, Antonio Tiberi (beide Bahrain Victorious), Einer Rubio, Iván García Cortina (beide Movistar), Romain Bardet (DSM-Firmenich), Hugh Carthy (EF Education-EasyPost), Lenny Martinez (Groupama-FDJ), Wilco Kelderman (Jumbo-Visma), Nicolas Prodhomme, Dorian Godon, Andrea Vendrame (alle AG2R Citroën), Lennard Kämna, Ben Zwiehoff (beide Bora-hansgrohe), Geraint Thomas (Ineos Grenadiers), Lennert Van Eetvelt, Andreas Kron, Sylvain Moniquet (alle Lotto Dstny), Pelayo Sánchez (Burgos-BH), Rui Costa (Intermarché-Circus-Wanty), Fernando Barceló, Joel Nicolau (beide Caja Rural-Seguros RGA), Élie Gesbert (Arkéa-Samsic), Matteo Sobrero (Jayco AlUla), Jimmy Janssens und Edward Planckaert (beide Alpecin-Deceuninck). Da keiner der Fahrer für die Gesamtwertung relevant war, fuhr die Gruppe rasch einen Vorsprung von mehr als fünf Minuten heraus, während dahinter die Jumbo-Visma Mannschaft um den gesamtführenden Sepp Kuss die Tempoarbeit gestaltete.
Nachdem die Ausreißergruppe auf der ersten Runde des Rundkurses gut zusammengearbeitet hatte und sich unterschiedliche Fahrer die Bergwertungen gesichert hatten, griff Ben Zwiehoff rund 70 Kilometer vor dem Ziel in der zweiten Auffahrt der Alto de Santa María da la Alameda an. Der Deutsche konnte sich jedoch nicht entscheidend absetzten und auch die Antritte von Geraint Thomas und Lenny Martinez brachten keine Vorentscheidung. Nach einem kurzen Regenschauer und dem Verlassen des anspruchsvollen Rundkurses verblieben noch 20 Fahrer in der Spitzengruppe, die unter dem Tempodiktat der Soudal Quick-Step Mannschaft einen Vorsprung von mehr als zehn Minuten herausgefahren hatte. Nachdem sich Remco Evenepoel hinter seinem Teamkollegen Mattia Cattaneo die meisten Punkte beim Zwischensprint in San Lorenzo de El Escorial gesichert hatte und somit rein rechnerisch noch die Chance hatte neben der Bergwertung eine weitere Sonderwertung zu gewinnen, wurde der Schlussanstieg der Alto San Lorenzo de El Escorial in Angriff genommen. Auf den ersten steilen Rampen griff Wout Poel rund 14 Kilometer vor dem Ziel an und setzte sich gemeinsam mit Lennert Van Eetvelt von seinen ehemaligen Fluchtgefährten ab. Im oberen Teil konnte jedoch zunächst Marc Soler zu den beiden Spitzenreitern aufschließen, ehe auch Remco Evenepoel und Pelayo Sánchez die Lücke über die Kuppe schlossen. In der Abfahrt forcierte Remco Evenepoel zunächst das Tempo, konnte sich jedoch nicht entscheidend absetzten. Auf den letzten flachen Kilometern arbeitete das Quintett gut zusammen, wodurch die abgehängten Fahrer keine Möglichkeit zum Aufschließen hatten. Im Zielsprint nutze Wout Poels eine scharfe Linkskurve, um sich an die erste Position zu setzen und eine kleine Lücke herauszufahren. Remco Evenepoel konnte trotz seiner höheren Endgeschwindigkeit nicht mehr an dem Niederländer vorbeifahren, der seine erste Etappe bei der Vuelta a España gewann. Platz drei ging an den Spanier Pelayo Sánchez.
Die Gruppe der Gesamtklassement-Fahrer erreichte das Ziel mit einem Rückstand von zehn Minuten und 21 Sekunden. Im Schlussanstieg waren etliche Fahrer zurückgefallen, wobei auch Cian Uijtdebroeks (Bora-hansgrohe) dem Tempo der Besten nicht hatte folgen können. Sepp Kuss, Jonas Vingegaard und Primož Roglič (alle Jumbo-Visma) ließen sich wenige Meter vor dem Zielstrich zurückfallen und fuhren gemeinsam über den Zielstrich. Sie verloren 16 Sekunden auf Juan Ayuso (UAE Team Emirates), der die Favoritengruppe als 27. ins Ziel führte. Cian Uijtdebroeks verlor im Finale rund eine Minute und fiel so in der Gesamtwertung hinter seinen Teamkollegen Alexander Wlassow (Bora-hansgrohe) auf den achten Gesamtrang zurück.
In der Gesamtwertung kam es am vorletzten Etappentag zu keinen großen Veränderungen. Sepp Kuss verteidigte das Rote Trikot und stand nun vor dem Gesamtsieg der 78. Austragung. Seine beiden Mannschaftskollegen Jonas Vingegaard und Primož Roglič lagen vor dem letzten Abschnitt weiterhin 17 Sekunden bzw. eine Minute und acht Sekunden zurück. Juan Ayuso verteidigte die Führung in der Nachwuchswertung und wies als Gesamtvierter einen Rückstand von drei Minuten und 44 Sekunden auf. In der Punktewertung betrug der Vorsprung von Kaden Groves (Alpecin-Deceuninck) auf Remco Evenepoel noch 19 Punkte. Der Belgier stand bereits rein rechnerisch als Sieger der Bergwertung fest. Die Auszeichnung des kämpferischsten Fahrers erhielt Pelayo Sánchez. Das Team Jumbo-Visma lag weiterhin an der Spitze der Mannschaftswertung. Alle 148 Starter erreichten das Ziel.

## Ergebnis
| \| Etappenergebnis \| Etappenergebnis \| Etappenergebnis \| Etappenergebnis \| Etappenergebnis \| \| Fahrer \| Fahrer \| Land \| Team \| Zeit \| \| --------------- \| ------------------- \| --------------- \| ------------------------ \| --------------- \| \| 1. \| Wout Poels \| Niederlande \| Bahrain Victorious \| 4 h 59 min 29 s \| \| 2. \| Remco Evenepoel \| Belgien \| Soudal Quick-Step \| + 0 s \| \| 3. \| Pelayo Sánchez \| Spanien \| Burgos-BH \| + 0 s \| \| 4. \| Lennert Van Eetvelt \| Belgien \| Lotto Dstny \| + 0 s \| \| 5. \| Marc Soler \| Spanien \| UAE Team Emirates \| + 4 s \| \| 6. \| Rui Costa \| Portugal \| Intermarché-Circus-Wanty \| + 26 s \| \| 7. \| Antonio Tiberi \| Italien \| Bahrain Victorious \| + 26 s \| \| 8. \| Lennard Kämna \| Deutschland \| Bora-Hansgrohe \| + 26 s \| \| 9. \| Romain Bardet \| Frankreich \| Team DSM-Firmenich \| + 26 s \| \| 10. \| Einer Rubio \| Kolumbien \| Movistar Team \| + 26 s \| |                     |             |                          |                 |
| |                     |             |                          |                 |
| Quelle: ProCyclingStats |                     |             |                          |                 |
| Etappenergebnis |                     |             |                          |                 |
| Fahrer | Fahrer              | Land        | Team                     | Zeit            |
| 1. | Wout Poels          | Niederlande | Bahrain Victorious       | 4 h 59 min 29 s |
| 2. | Remco Evenepoel     | Belgien     | Soudal Quick-Step        | + 0 s           |
| 3. | Pelayo Sánchez      | Spanien     | Burgos-BH                | + 0 s           |
| 4. | Lennert Van Eetvelt | Belgien     | Lotto Dstny              | + 0 s           |
| 5. | Marc Soler          | Spanien     | UAE Team Emirates        | + 4 s           |
| 6. | Rui Costa           | Portugal    | Intermarché-Circus-Wanty | + 26 s          |
| 7. | Antonio Tiberi      | Italien     | Bahrain Victorious       | + 26 s          |
| 8. | Lennard Kämna       | Deutschland | Bora-Hansgrohe           | + 26 s          |
| 9. | Romain Bardet       | Frankreich  | Team DSM-Firmenich       | + 26 s          |
| 10. | Einer Rubio         | Kolumbien   | Movistar Team            | + 26 s          |

## Gesamtstände
| \| Gesamtwertung \| Gesamtwertung \| Gesamtwertung \| Gesamtwertung \| Gesamtwertung \| \| Fahrer \| Fahrer \| Land \| Team \| Zeit \| \| ------------- \| ----------------- \| ------------------ \| ------------------ \| ---------------- \| \| 1. \| Sepp Kuss \| Vereinigte Staaten \| Jumbo-Visma \| 74 h 23 min 42 s \| \| 2. \| Jonas Vingegaard \| Dänemark \| Jumbo-Visma \| + 17 s \| \| 3. \| Primož Roglič \| Slowenien \| Jumbo-Visma \| + 1 min 08 s \| \| 4. \| Juan Ayuso \| Spanien \| UAE Team Emirates \| + 3 min 44 s \| \| 5. \| Mikel Landa \| Spanien \| Bahrain Victorious \| + 4 min 03 s \| \| 6. \| Enric Mas \| Spanien \| Movistar Team \| + 4 min 14 s \| \| 7. \| Alexander Wlassow \| Neutrales Banner \| Bora-Hansgrohe \| + 8 min 19 s \| \| 8. \| Cian Uijtdebroeks \| Belgien \| Bora-Hansgrohe \| + 8 min 26 s \| \| 9. \| João Almeida \| Portugal \| UAE Team Emirates \| + 10 min 08 s \| \| 10. \| Santiago Buitrago \| Kolumbien \| Bahrain Victorious \| + 12 min 04 s \| |                   |                    |                    |                  |
| |                   |                    |                    |                  |
| Quelle: ProCyclingStats |                   |                    |                    |                  |
| Gesamtwertung |                   |                    |                    |                  |
| Fahrer | Fahrer            | Land               | Team               | Zeit             |
| 1. | Sepp Kuss         | Vereinigte Staaten | Jumbo-Visma        | 74 h 23 min 42 s |
| 2. | Jonas Vingegaard  | Dänemark           | Jumbo-Visma        | + 17 s           |
| 3. | Primož Roglič     | Slowenien          | Jumbo-Visma        | + 1 min 08 s     |
| 4. | Juan Ayuso        | Spanien            | UAE Team Emirates  | + 3 min 44 s     |
| 5. | Mikel Landa       | Spanien            | Bahrain Victorious | + 4 min 03 s     |
| 6. | Enric Mas         | Spanien            | Movistar Team      | + 4 min 14 s     |
| 7. | Alexander Wlassow | Neutrales Banner   | Bora-Hansgrohe     | + 8 min 19 s     |
| 8. | Cian Uijtdebroeks | Belgien            | Bora-Hansgrohe     | + 8 min 26 s     |
| 9. | João Almeida      | Portugal           | UAE Team Emirates  | + 10 min 08 s    |
| 10. | Santiago Buitrago | Kolumbien          | Bahrain Victorious | + 12 min 04 s    |

| Punktewertung | Punktewertung       | Punktewertung      | Punktewertung         | Punktewertung |
| Fahrer        | Fahrer              | Land               | Team                  | Punkte        |
| ------------- | ------------------- | ------------------ | --------------------- | ------------- |
| 1.            | Kaden Groves        | Australien         | Alpecin-Deceuninck    | 245 P.        |
| 2.            | Remco Evenepoel     | Belgien            | Soudal Quick-Step     | 226 P.        |
| 3.            | Andreas Kron        | Dänemark           | Lotto Dstny           | 152 P.        |
| 4.            | Marc Soler          | Spanien            | UAE Team Emirates     | 133 P.        |
| 5.            | Jonas Vingegaard    | Dänemark           | Jumbo-Visma           | 123 P.        |
| 6.            | Primož Roglič       | Slowenien          | Jumbo-Visma           | 117 P.        |
| 7.            | Sepp Kuss           | Vereinigte Staaten | Jumbo-Visma           | 112 P.        |
| 8.            | Juan Ayuso          | Spanien            | UAE Team Emirates     | 105 P.        |
| 9.            | Marijn van den Berg | Niederlande        | EF Education-EasyPost | 105 P.        |
| 10.           | Lennard Kämna       | Deutschland        | Bora-Hansgrohe        | 93 P.         |

| Bergwertung | Bergwertung       | Bergwertung        | Bergwertung        | Bergwertung |
| Fahrer      | Fahrer            | Land               | Team               | Punkte      |
| ----------- | ----------------- | ------------------ | ------------------ | ----------- |
| 1.          | Remco Evenepoel   | Belgien            | Soudal Quick-Step  | 135 P.      |
| 2.          | Jonas Vingegaard  | Dänemark           | Jumbo-Visma        | 51 P.       |
| 3.          | Michael Storer    | Australien         | Groupama-FDJ       | 39 P.       |
| 4.          | Romain Bardet     | Frankreich         | Team DSM-Firmenich | 35 P.       |
| 5.          | Primož Roglič     | Slowenien          | Jumbo-Visma        | 33 P.       |
| 6.          | Sepp Kuss         | Vereinigte Staaten | Jumbo-Visma        | 33 P.       |
| 7.          | Damiano Caruso    | Italien            | Bahrain Victorious | 30 P.       |
| 8.          | Andreas Kron      | Dänemark           | Lotto Dstny        | 28 P.       |
| 9.          | Eduardo Sepúlveda | Argentinien        | Lotto Dstny        | 23 P.       |
| 10.         | Jesús Herrada     | Spanien            | Cofidis            | 22 P.       |

| Nachwuchswertung | Nachwuchswertung    | Nachwuchswertung | Nachwuchswertung   | Nachwuchswertung  |
| Fahrer           | Fahrer              | Land             | Team               | Zeit              |
| ---------------- | ------------------- | ---------------- | ------------------ | ----------------- |
| 1.               | Juan Ayuso          | Spanien          | UAE Team Emirates  | 74 h 27 min 26 s  |
| 2.               | Cian Uijtdebroeks   | Belgien          | Bora-Hansgrohe     | + 4 min 42 s      |
| 3.               | João Almeida        | Portugal         | UAE Team Emirates  | + 6 min 24 s      |
| 4.               | Santiago Buitrago   | Kolumbien        | Bahrain Victorious | + 8 min 20 s      |
| 5.               | Remco Evenepoel     | Belgien          | Soudal Quick-Step  | + 13 min 26 s     |
| 6.               | Einer Rubio         | Kolumbien        | Movistar Team      | + 31 min 31 s     |
| 7.               | Antonio Tiberi      | Italien          | Bahrain Victorious | + 46 min 29 s     |
| 8.               | Attila Valter       | Ungarn           | Jumbo-Visma        | + 1 h 01 min 58 s |
| 9.               | Lenny Martinez      | Frankreich       | Groupama-FDJ       | + 1 h 17 min 34 s |
| 10.              | Lennert Van Eetvelt | Belgien          | Lotto Dstny        | + 1 h 45 min 08 s |

| Mannschaftswertung | Mannschaftswertung    | Mannschaftswertung           | Mannschaftswertung |
| Team               | Team                  | Land                         | Zeit               |
| ------------------ | --------------------- | ---------------------------- | ------------------ |
| 1.                 | Jumbo-Visma           | Niederlande                  | 222 h 28 min 29 s  |
| 2.                 | Bahrain Victorious    | Bahrain                      | + 22 min 07 s      |
| 3.                 | Bora-Hansgrohe        | Deutschland                  | + 34 min 12 s      |
| 4.                 | UAE Team Emirates     | Vereinigte Arabische Emirate | + 34 min 38 s      |
| 5.                 | Movistar Team         | Spanien                      | + 2 h 18 min 15 s  |
| 6.                 | Soudal Quick-Step     | Belgien                      | + 3 h 19 min 45 s  |
| 7.                 | TotalEnergies         | Frankreich                   | + 3 h 26 min 27 s  |
| 8.                 | Groupama-FDJ          | Frankreich                   | + 3 h 43 min 03 s  |
| 9.                 | Lidl-Trek             | Vereinigte Staaten           | + 4 h 01 min 34 s  |
| 10.                | Astana Qazaqstan Team | Kasachstan                   | + 4 h 24 min 38 s  |